# Космос-2295
Космос-2295 је један од преко 2400 совјетских вјештачких сателита лансираних у оквиру програма Космос.
Космос-2295 је лансиран са космодрома Тјуратам, Бајконур, Казахстан, 20. новембра 1994. Ракета-носач Протон-К је поставила сателит у орбиту око планете Земље. Маса сателита при лансирању је износила 1400 килограма. Космос-2295 је био ГЛОНАСС навигациони сателит.